# 圣保罗-达斯米松伊斯
圣保罗-达斯米松伊斯是巴西南大河州的一个市镇。总面积223.886平方公里，总人口6690人，人口密度29.9人/平方公里。